# Charles H. Joffe
Charles H. Joffe (né le 16 juillet 1929 à New York et mort le 9 juillet 2008  à Los Angeles) est un producteur de cinéma et un agent artistique américain.

## Biographie
Charles H. Joffe est surtout connu pour être, aux côtés de Jack Rollins, le producteur ou le producteur délégué de nombreux films de Woody Allen. En 1977, il gagne l'Oscar du meilleur film en tant que producteur d'Annie Hall.
Il meurt au Cedars-Sinai Medical Center de Los Angeles après une longue maladie.

## Filmographie partielle
- 1977 : Annie Hall de Woody Allen.